# Euxesta contorta
Euxesta contorta är en tvåvingeart som beskrevs av Charles Howard Curran 1935.
Euxesta contorta ingår i släktet Euxesta och familjen fläckflugor. Artens utbredningsområde är Utah. Inga underarter finns listade i Catalogue of Life.